# Áreas consuetudinarias de Nueva Caledonia
El área consuetudinaria (aire coutumière en francés) es una subdivisión especial y paralela a las subdivisiones administrativas de Nueva Caledonia creada por los Acuerdos Matignon de 1988 y cuyo funcionamiento institucional está estructurado hoy en día por la ley orgánica n.º 99-209 del 19 de marzo de 1999 relativa a Nueva Caledonia. Estas áreas incluyen a individuos de estatus civil personal particular canaco, no sustituyen al derecho común y son competentes, por tanto, en asuntos de derecho privado relacionados con dicho estatus, tierras consuetudinarias y cuestiones relacionadas con el idioma y la cultura canaca.

## Áreas consuetudinarias
- Ajië-Aro: en el centro de Grande Terre, entre las Provincias Norte y Sur, comprende las comunas de Bourail, Houaïlou, Moindou y cuatro tribus de las seis de Poya. Las lenguas kanak que se hablan pertenecen al grupo central, pero algunas no superan los 600 hablantes, a excepción del ajië hablado en Houaïlou por más de 4 000 personas (es una de las cuatro lenguas disponibles en la enseñanza).
- Djubéa-Kaponé: se corresponde con el extremo sur de Grand-Terre y la Isla de Los Pinos, e incluye las comunas de Numea, aunque la capital del territorio no contenga ninguna tribu, Dumbea, Païta, Mont-Dore, Yaté y de la Isla de Los Pinos. Todas las lenguas del sur se hablan en la actualidad, aunque la principal es la numèè hablada en Yaté, Isla de Los Pinos e Isla Ouen por menos de 2 000 personas.
- Drehu: corresponde a Lifou y a Tiga en las Islas de la Lealtad. Designa al mismo tiempo al área consuetudinaria, el nombre melanesio de la isla y sus habitantes además de la lengua hablada por estos, la más extendida con diferencia en número de hablantes (más de 11 000) de todas las lenguas kanak (una de las cuatro lenguas disponibles en la enseñanza)
- Hoot ma Waap: la más extensa geográficamente, corresponde al extremo norte de Grand-Terre y a las Islas Belep. Comprende las comunas de Belep, Hienghène, Kaala-Gomen, Koumac, Ouégoa, Pouébo, Poum y Voh. Se hablan las 11 lenguas y dialectos Kanak del grupo norte, pero ninguna supera los 2 000 hablantes.
- Iaai: isla de Ouvéa en las Islas de la Lealtad. Da nombre a la lengua melanesia hablada por algo más de 1 500 personas en este atolón. La otra lengua utilizada, la faga-uvea, es una lengua polinesia usada aún por aproximadamente 1 000 personas.
- Nengone: isla de Maré en las Islas de la Lealtad, nengone se refiere a la isla misma, sus habitantes y a la lengua kanak hablada por sus gentes (más de 6 000 hablantes, es una de las cuatro lenguas melanesias disponibles en la enseñanza).
- Paici-Camuki: área situada en la Provincia Norte de Grande Terre entre las áreas de Hoot ma Waap al norte y Ajië-Aro al sur. Se extiende por las comunas de Koné, Poindimié, Ponérihouen, Pouembout, Touho y a dos de las tribus de Poya. Recibe su nombre de dos lenguas kanak que pertenecen al grupo del Centro: el paicî, hablado por casi 5 500 hablantes, sobre todo en la comuna de Poindimié y una de las cuatro lenguas kanak disponibles en la enseñanza, y el cèmuhî o camuki, utilizado por algo más de 2 000 personas en Touho.
- Xaracuu: área situada principalmente en la Provincia Sur más una pequeña parte en la Provincia Norte, entre las áreas de Ajië-Aro al norte y de Djubéa-Kaponé al sur. Se extiende por las comunas de Bouloparis, Canala, Farino (que no contiene ninguna tribu), Kouaoua, La Foa, Sarramea y Thio. Recibe su nombre de la principal lengua kanak hablada en el área, el xârâcùù, utilizada por casi 3 800 personas, sobre todo en Canala. Las otras dos lenguas no superan los 600 hablantes.

## Funcionamiento institucional
Funciona según una subdivisión consuetudinaria propia de las tribus kanak.

### Consejo consuetudinario
Cada área está representada por un Consejo consuetudinario (sección 2 del Capítulo IV del Título III de la ley orgánica), consultivo, cuyos miembros son designados según las reglas propias de cada área. De hecho, cada tribu elige a sus representantes en este consejo según los usos y costumbres del área y bajo el control del consejo de los Ancianos de los cacicazgos (o tribus), para un mandato de habitualmente tres años. Para las tres áreas de las Islas de la Lealtad, la elección de estos representantes se hace al nivel de consejos de distritos. Los jefes, presidentes de consejo de distrito y grandes jefes son miembros de pleno derecho del Consejo consuetudinario.
A continuación, los miembros del Consejo eligen a su gabinete (presidente, vicepresidente, secretario, secretario adjunto, tesorero y tesorero adjunto) para todo su mandato (generalmente tres años).
A continuación, lista de presidentes de las áreas consuetudinarias:
- Ajië-Aro: 
  - 2000 - 2002: Jean-Marie Hovereux, anciano de una tribu de Moindou.
  - 2003 - 2005: Jean Boanemoi, de Bourail.
  - 2006 - 2008: Mickaël Meureureu-Gowe, antiguo independentista y miembro del FLNKS, de Poya, el primero de lengua Ajië.
  - 2009 - : Daniel Boawé, tribu Nessakoéa (Houaïlou).
- Djubéa-Kaponé: la norma es alternar entre un cacicazgo «Djubéa» (norte de Mont-Dore, Dumbéa o Païta) y un cacicazgo «Kaponé» (gran sur: isla Ouen, Yaté, isla de los Pinos) para la presidencia. Esta regla, sin embargo, no es oficial. 
  - diciembre de 1999 - diciembre de 2002: Clément Païta, gran jefe de Païta (lengua djubéa).
  - diciembre de 2002 - diciembre de 2008 (dos mandatos): Hilarion Vendégou, gran jefe y alcalde por Rassemblement-UMP de la Isla de Los Pinos (lengua kwênyii, región kaponé),
  - diciembre de 2008 - : Vincent Kamoadji (Pont-des-Français - Saint-Louis, lengua tayo, región djubéa).
- Drehu: la presidencia del Consejo consuetudinario se otorga para un mandato de tres años renovable indefinidamente: el gran jefe del distrito de Loessi Charles Evanès Boula (actual presidente) lo ejerce desde 1996. Desde el final de 2005, las dos vicepresidencias son ejercidas por los dos otros grandes jefes, los de los distritos de Wetr Paul Sihazé (actual 2.º vicepresidente y senador consuetudinario) y de Gaitcha Pierre Matr Oigoué Zéoula (actual primer vicepresidente y senador consuetudinario). Estos dos cargos son, del mismo modo, senadores consuetudinarios desde finales de 1999. El gabinete ejecutivo se completa con un secretario.
- Hoot ma Waap: 
  - 2000 - 2005: André Thean-Hiouen, gran jefe de Arama, en Poum y antiguo presidente por Union calédonienne del Senado consuetudinario de 1999 a 2000, quien recuperó un puesto como senador consuetudinario que al final de su mandato, al acabar 2005, se había alargado 5 años.
  - 2006 - : Didaco Nonghaï.
- Iaai: 
  - 1999 - 2002: Ambroise Doumaï (gran jefe de Mouli).
  - 2002 - 2005: Daniel Nekelo (gran jefe de Saint Joseph)
  - 2005 - 2008: Ambroise Doumaï (gran jefe de Mouli)
  - 2008 - : Auguste Daoumé (del distrito de Fayaoué)
- Nengone: 
  - 1999 - 2002: Jean Yeiwéné (gran jefe de Tadine)
  - 2002 - 2005: Paul Jewine (gran jefe de Medu)
  - 2005 - : Louis Troubé Djalo (gran jefe de Pénélo)
- Paici Camuki: 
  - 2000 - 2005 : Anselme Poragnimou.
  - 2005 : Samy Goromido.
  - 2006 - 2008: Isaac Poarairiwa.
  - 2009 - : Pascal Bouillon.
- Xaracuu: el antiguo presidente es Joseph Oundo.

El nuevo presidente tras diciembre de 2011 es François Luneau.

## Senado consuetudinario
En 1999, el Senado consuetudinario reemplazó al antiguo consejo consultivo consuetudinario. Se compone de dieciséis miembros, es decir, dos representantes de cada una de las áreas consuetudinarias. Su método de designación fue primero dejado a la libre elección de cada uno de los consejos consuetudinarios para un mandato de seis años (1999-2005). A partir de 2005, cada pareja de senadores es elegida por su consejo consuetudinario para un mandato de 5 años.

### Gabinete
La presidencia del senado consuetudinario se turna entre las áreas consuetudinarias cada año: por ello hace falta elegir cada año cual de los dos representantes del área concerniente será presidente. Cada uno de los otros puestos del gabinete del Senado es confiado a los dos senadores de una misma área. Después de agosto de 2011 y hasta agosto de 2012, la oficina del Senado consuetudinario está constituida así:
- Presidente: Samuel Goromido (región Paici-Camuki)
- 1.ª vicepresidencia: Paul Trorune Djewine y David Buama Sinewami (región Nengone)
- 2.ª vicepresidencia: Octave Togna y Paul Vakié (región Djubéa-Kaponé)
- Portavoz: Pascal Sihazé et Pierre Zéoula (región Drehu)

Lista de presidentes del Senado consuetudinario desde 1999:
- 1999 - 2000 : André Thean-Hiouen, área Hoot Ma Waap.
- 2000 - 2001 : Jean Wanabo, área Iaai.
- 2001 - 2002 : Georges Mandaoué, área Ajië-Aro.
- 2002 - 2003 : Pierre Zéoula, área Drehu.
- 2003 - 2004 : Gabriel Poadae, área Paici-Camuki.
- 2004 - 2005 : Paul Trorune Djewine, área Nengone.
- 2005 - 2006 : Gabriel Païta, área Djubéa-Kaponé.
- 2006 - 2007 : Jean-Guy M'Boueri, área Xaracuu.
- 2007 - 2008 : Albert Wahoulo, área Hoot Ma Waap.
- 2008 - 2009 : Ambroise Doumaï, área Iaai.
- 2009 - 2010 : Julien Boanemoi, área Ajië-Aro.
- 2010 - 2011 : Pascal Sihazé, área Drehu.
- 2011 - 2012 : Samuel Goromido, área Paici-Camuki.

### Composición

#### 2005-2010
- Ajië-Aro: 
  - Georges Mandaoué (cercano al sindicato USTKE y miembro del Parti travailliste, presidente del Senado consuetudinario de 2001 a 2002) y Dick Meureureu-Goin (concejal municipal por el FLNKS-UNI de Poya)
  - Julien Boanemoi (presidente du Senado consuetudinario de 2009 a 2010).
- Djubéa-Kaponé: 
  - Christophe Gnibekan
  - Gabriel Païta (presidente del «Mouvement chiraquien des Démocrates-chrétiens» y antiguo presidente del Senado consuetudinario de 2005 a 2006).
- Drehu: 
  - Paul Sihazé (gran jefe del distrito de Wetr) y tras su fallecimiento en 2008, su hijo Pascal Sihazé.
  - Pierre Zéoula (gran jefe del distrito de Gaïtcha, antiguo presidente del Senado consuetudinario de 2002 a 2003).
- Hoot Ma Waap: 
  - André Théan-Hiouen (gran jefe de Arama en Poum, miembro del UC y primer presidente del Senado consuetudinario de 1999 a 2000).
  - Albert Wahoulo (antiguo presidente del Senado consuetudinario de 2007 a 2008).
- Iaai: 
  - Ambroise Doumaï (gran jefe del distrito de Mouli, antiguo presidente del Senado consuetudinario de 2008 a 2009)
  - Jean-Marie Gnavit (presidente del consejo de ancianos de la tribu Eot - Saint-Joseph).
- Nengone: 
  - David Buama Sinewami (gran jefe de La Roche)
  - Paul Trorune Djewine (representante del grand jefe de Wabao, antiguo presidente del Senado consuetudinario de 2004 a 2005).
- Paici-Camuki: 
  - Clément Grochain
  - Gathélia Wabealo.
- Xaracuu: 
  - Jean-Guy M'Boueri (antiguo presidente del Senado de 2006 a 2007)
  - Bergé Kawa.

#### Después de 2010
- Ajië-Aro: ejerce de portavoz durante el año 2010-2011, ninguno de sus senadores deberá obtener la presidencia rotatoria otra vez hasta 2017: 
  - Luc Wema (miembro del Rassemblement-UMP de Houaïlou)
  - Dick Meureureu-Goin (concejal municipal por FLNKS-UNI de Poya).
- Djubéa-Kaponé: obtendrá la presidencia rotatoria el año 2013-2014: 
  - Octave Togna (fundador en 1985 de la radio independentista Radio Djiido que él mismo dirigió hasta 1998, después director general de la ADCK de 1989 a 2006, miembro del Consejo económico y social local y presidente de la comisión para el debate sobre el futuro de la escuela neocaledonia después de 2010, miembro del FLNKS-UC y de «Ouverture citoyenne» de Louis Mapou)
  - Paul Vakié (miembro del FLNKS-UC de la Isla de Los Pinos, antiguo concejal municipal)
- Drehu : ejerce la presidencia durante el año 2010-2011 
  - Pascal Sihazé (diácono católico de la iglesia de Hnathalo, hermano del gran jefe del distrito de Wetr, presidente del Senado consuetudinario de agosto de 2010 a agosto de 2011)
  - Pierre Zéoula (gran jefe del distrito de Gaïtcha, antiguo presidente del Senado consuetudinario de 2002 a 2003).
- Hoot Ma Waap: obtendrá la presidencia rotatoria durante el año 2015-2016: 
  - René Boaouva (concejal municipal del UNI de Poum)
  - Pombeï Paeten-Whaap (director del internado privado protestante de Do Kamo de 1986 a 2010, originario de Koumac).
- Iaai: obtendrá la presidencia rotatoria durante el año 2016-2017: 
  - Ambroise Doumaï (gran jefe del distrito de Mouli, antiguo présidente del Senado consuetudinario de 2008 a 2009)
  - Daniel Waessaou Nigote (jefe de la tribu Wadrilla).
- Nengone : ostenta la 2.ª vicepresidencia del Senado consuetudinario durante el año 2010-2011, obtendrá la presidencia rotatoria durante el año 2012-2013: 
  - David Buama Sinewami (gran jefe de La Roche)
  - Paul Trorune Djewine (representante del gran jefe de Wabao, antiguo presidente del Senado consuetudinario de 2004 a 2005).
- Paici-Camuki: ostenta la 1.ª vicepresidencia del Senado consuetudinario durante el año 2010-2011, obtendrá la presidencia rotatoria durante el año 2011-2012: 
  - Samuel Goromido (vicepresidente del área Paici-Camuki, presidente del consejo de clanes de la tribu Netchaot en Koné y de la asociación del festival internacional du cine documental de los pueblos Anûû-rû Âboro, actual presidente del Senado consuetudinario desde agosto de 2011)
  - Armand Goroboredjo (escultor y profesor de escultura, originario de la tribu Ometteux en Poindimié).
- Xaracuu : obtendrá la presidencia rotatoria durante el año 2014-2015: 
  - Jean Ignace Käys (concejal municipal por FLNKS de Boulouparis, encargado de misión en el consejo de área)
  - Joseph Nékaré (miembro de la comisión permanente del consejo de área para el distrito de Borendy en Thio).